# NGC 5560
NGC 5560 é uma galáxia espiral barrada (SBb/P) localizada na direcção da constelação de Virgo. Possui uma declinação de +03° 59' 34" e uma ascensão recta de 14 horas, 20 minutos e 04,4 segundos.
A galáxia NGC 5560 foi descoberta em 30 de Abril de 1786 por William Herschel.